# Rebecca Jasontek
Rebecca Jasontek (Cincinnati, 26 de fevereiro de 1975) é uma ex-nadadora sincronizada estadunidense, medalhista olímpica.

## Carreira
Rebecca Jasontek representou seu país nos Jogos Olímpicos de 2004, ganhando a medalha de bronze por equipes. 